# 초원모자이크꼬리쥐
초원모자이크꼬리쥐(Melomys burtoni)는 쥐과에 속하는 설치류의 일종이다. 오스트레일리아와 파푸아뉴기니에서 발견된다. 오스트레일리아에서 킴벌리 지역과 뉴사우스웨일스 사이의 북부 해안가를 따라 서식한다.